# Brentano-See
Der Brentano-See ist ein kleines künstliches Stillgewässer in Darmstadt-Kranichstein.

## Geographie
Der Brentano-See liegt in der „Heinrich-von-Brentano-Anlage“, mitten in Darmstadt-Kranichstein.
Der große Teich ist ca. 240 Meter lang und ca. 100 Meter breit.
Gespeist wird der Teich durch den Ruthsenbach.

## Geschichte und Beschreibung
Der Teich war im Mittelalter als „Oberster Arheilger Woog“ bekannt.
Damals handelte es sich um eine natürliche Wasseransammlung in einer Wiesensenke, die in den Sommermonaten trockenfiel.
Die Grafen von Katzenelnbogen nutzten das natürliche Gewässer zur Fischzucht.
Seit der Regentschaft des Landgrafen Georg I. spielte der Teich auch für die Schäferei eine wichtige Rolle.
Später hieß er „Amosenteich“ – nach seinem damaligen Besitzer, dem Kranichsteiner Ziegler Amos Schneider.
Im Jahre 1895 ging der Teich an das Hofgut Kranichstein über und wurde später abgelassen.
1964 wurde der Teich als Regenrückhaltebecken dauerhaft angelegt.
Ein Umgestaltung der Uferzone ist geplant.

## Etymologie
Der Brentano-See wurde nach Heinrich von Brentano benannt.